# Містер Дідс переїжджає до міста
«Містер Дідс переїжджає до міста» (англ. Mr. Deeds Goes to Town) — американська романтична кінокомедія з елементами соціальної драми режисера Френка Капри, знята за оповіданням Кларенса Бадінгтона Келанда.

## Сюжет
Лонгфелло Дідс, що проживає у маленькому американському містечку, любить природу, грає на тубі, і заробляє вітальними віршиками, які публікує на вітальних листівках. Його життя кардинально змінюється коли помирає його багатий родич і він успадковує 20 мільйонів доларів. Дідс переїжджає до Нью-Йорку, де стає об'єктом авантюристів, шахраїв та журналістів з жовтої преси. Чи зроблять ці гроші його щасливим?

## Ролі виконують
- Гері Купер — Лонгфелло Дідс
- Джин Артур — Луїза Беннет
- Джордж Бенкрофт — Маквейд
- Волтер Кетлетт — Морров

## Навколо фільму
Буколічне містечко Мандрейк-Фоллз у Вермонті, де проживає Лонгфелло Дідс, зараз вважається архетипом маленького містечка Америки, де Келланд створив своєрідний погляд на сільські цінності, який контрастує з витонченими «міськими людьми».

## Нагороди
- 1936 Премія Національної ради кінокритиків США, (NBR Award):
  - найкращі десять фільмів[en]
- 1936 Нагорода Венеційського кінофестивалю:
  - спеціальна нагорода — Френк Капра
- 1937 Премія Спільноти кінокритиків Нью-Йорка (NYFCC):
  - за найкращий фільм
- 1937 Премія «Оскар» Академії кінематографічних мистецтв і наук:
  - Премія «Оскар» за найкращу режисерську роботу — Френк Капра